# 홈레커
홈레커(homewrecker, home wrecker, home-wrecker)는 결혼(또는 유사한 파트너십)의 파탄을 유발하거나 유발하는 원인이 되는 사람, 물건 또는 활동이다. 사람에 대해 사용할 때에는 가정파괴범으로 번역된다. 홈레커는 배우자 중 한 명을 결혼 생활에서 멀어지게 하여 부부의 가정을 "파괴"시켰다고 한다.
가장 일반적으로 "홈레커"라는 꼬리표는 다른 사람의 배우자나 동거인과 바람을 피우는 사람에게 적용된다. 또한 결혼 관계를 파괴하고 해당 관계의 한 당사자에게만 묶여 있는 다른 세력을 의미할 수도 있다.